# زن‌بابا (مجموعه تلویزیونی)
زن بابا یک مجموعه تلویزیونی ایرانی به کارگردانی سعید آقاخانی و مشاوره رضا عطاران است که در نوروز ۱۳۸۹ شبکه سه سیما پخش‌شده است. این مجموعه به تهیه‌کنندگی مهران مهام و ایرج محمدی در ۱۵ قسمت ۴۵ دقیقه‌ای تولید و پخش شده‌است.

## داستان
پیرمردی به نام عزیز آقا (سیروس گرجستانی) بعد از مرگ همسرش با پسر کوچکش بهبود (علی صادقی) به تنهایی زندگی می‌کند. عزیز آقا به خاطر مسائلی چون ملک و املاک، با محمود (محمد کاسبی) برادر خانم مرحومش اختلاف دارد. این اختلاف، ازدواج بهبود با دختر محمود (حدیث میرامینی) را با مشکل مواجه کرده‌است. از سوی دیگر، پزشک به داماد عزیزآقا (مهران غفوریان) اطلاع می‌دهد که پدرخانمش به علت تومور مغزی، دو ماه بیشتر فرصت زندگی ندارد؛ لذا او به طمع به‌دست آوردن پول، به صرافت افتاده و محمود را از این ماجرا با خبر می‌سازد. در همین زمان که همه فرزندان و آشنایان عزیزآقا، به فکر خود و منافعشان هستند؛ او که از همه چیز بی‌اطلاع است؛ برای رهایی از تنهایی، تصمیم به ازدواج مجدد می‌گیرد…

## بازیگران
| بازیگر         | نقش          | توضیحات                                            |
| -------------- | ------------ | -------------------------------------------------- |
| سیروس گرجستانی | عزیز بنی‌آدم  | پدر بهبود و عنایت و عالیه، همسر ماهی‌خانم           |
| محمد کاسبی     | محمود        | دایی بهبود، عنایت و عالیه                          |
| مهران غفوریان  | فریدون       | داماد عزیزآقا، پسر ماهی‌خانم، همسر عالیه، پدر مانی  |
| علی صادقی      | بهبود بنی‌آدم | پسر عزیزآقا، همسر پریسا                            |
| رامین ناصرنصیر | عنایت بنی‌آدم | پسر عزیزآقا، همسر سوسن                             |
| شقایق دهقان    | عالیه بنی‌آدم | دختر عزیزآقا، زن فریدون، مادر مانی                 |
| حدیث میرامینی  | پریسا        | دختر محمود، زن بهبود                               |
| شهین تسلیمی    | ماهی         | مادر فریدون، زن‌بابا                                |
| حمید لیقوانی   | فرخ          | پسر سوری‌خانم، رفیق عزیزآقا                         |
| محمود بهرامی   | تیمور        | راننده وانت، رفیق عزیزآقا و فرخ                    |
| فریبا حیدری    | رخساره       | زن محمود، مادر پریسا، زن‌دایی بهبود و عنایت و عالیه |
| آتیه جاوید     | سوسن         | زن عنایت، عروس عزیزآقا                             |
| خشایار راد     | بهرام        | بدهکار ماهی‌خانم                                    |
| حلیمه سعیدی    | سوری         | مادر فرخ، همسایه عزیزآقا                           |
| مانی رحمانی    | مانی         | پسر فریدون و عالیه                                 |
| پروین ملکی     | مستوره       | مورد خواستگاری عزیزآقا                             |